# 3 карбованці «250-річчя з дня відкриття Російської Америки (Фортеця Росс)»
250-річчя з дня відкриття Російської Америки (Фортеця Росс) (рос. 250-летие со дня открытия Русской Америки (Крепость Росс)) — срібна ювілейна монета СРСР вартістю 3 карбованця, випущена 23 квітня 1991 року.

## Тематика
Заснований в 1812 році Форт-Росс став першим російським поселенням в Каліфорнії, засновником його є І. А. Шматків, заступник начальника Російсько-Американської компанії. Форт розташувався на високому стрімкому березі Тихоокеанського узбережжя Каліфорнії в 44 км на захід від Санта-Роза і в 80 км від Сан-Франциско; офіційно названий Форт Росс 13 серпня 1812 року. Місцевість, де був зведений Форт Росс, перебувала в 29 км на північ від затоки Бодега. Форт Росс — перше російське поселення і фортеця в Америці. У ньому знаходилася продовольча база, торговий пост і центр хутрової торгівлі Російської американської компанії — тепер в дерев'яному форті знаходиться музей, а в Свято-Троїцької каплиці, розташованій на території фортеці, два рази на рік служать православні священики. Форт Росс привертає увагу не тільки російськомовного населення штату, а й американців, які з подивом дізнаються, що в Каліфорнії колись існувала російська колонія.

## Історія
У 1990—1991 роках було випущено серію монет «250-річчя з дня відкриття Російської Америки» з якістю пруф — 2 срібних монет номіналом у 3 карбованці, 4 паладієвих монет номіналом 25 карбованців, а також 2 монети номіналом 150 карбованців у платині. Монети було присвячено 250-річчю з дня відкриття Російської Америки — володінь Російської імперії в Північній Америці, що включала Аляску, Алеутські острови, Олександрівський архіпелаг і поселення на тихоокеанському узбережжі сучасних США (Форт-Росс).
Монети карбувалися на Ленінградському монетному дворі (ЛМД).

## Опис та характеристики монети
| Номінал крб. | Метал  | Маса грам | Діаметр мм. | Гурт      | Тираж штук    |
| ------------ | ------ | --------- | ----------- | --------- | ------------- |
| 3            | срібло | 31.1      | 39          | рубчастий | 25.000 (пруф) |

### Аверс
Зверху герб СРСР з 15 витками стрічки, під ним літери «СССР», нижче ліворуч і праворуч риса, під рискою зліва хімічне позначення «Ag» і проба «900» металу з якого зроблена монета, під ними чиста вага дорогоцінного металу «31,1», під рискою праворуч монограма монетного двору «ЛМД», нижче позначення номіналу монети цифра «3» і нижче слово «РУБЛЯ», знизу у канта рік випуску монети «1991».

### Реверс
Зверху уздовж канта монети слова «250 ЛЕТ ОТКРЫТИЯ РУССКОЙ АМЕРИКИ», знизу розділені крапкою слова «КРЕПОСТЬ РОСС» і рік «1812», в середині зліва російське поселення в Північній Каліфорнії, праворуч вітрильне судно.

### Гурт
Рубчастий (300 рифлень).

## Автори
- Художник: А. В. Бакланов
- Скульптор: Л. С. Комшилов